# Carlos Andrade Souza
Carlos Andrade Souza, conosciuto semplicemente come Carlinhos (Vitória da Conquista, 23 gennaio 1987), è un ex calciatore brasiliano, di ruolo difensore.

## Carriera

### Club
Il 17 aprile 2012 rinnova il suo contratto con la Fluminense fino al 2014.

## Palmarès

### Club

#### Competizioni statali
- Campionato paulista: 2

Santos: 2006, 2007
- Campionato Carioca: 1

Fluminense: 2012

#### Competizioni nazionali
- Campionato brasiliano: 2

Fluminense: 2010, 2012

### Nazionale
- Campionato sudamericano Under-20: 1

2007